# Georg Sassnick

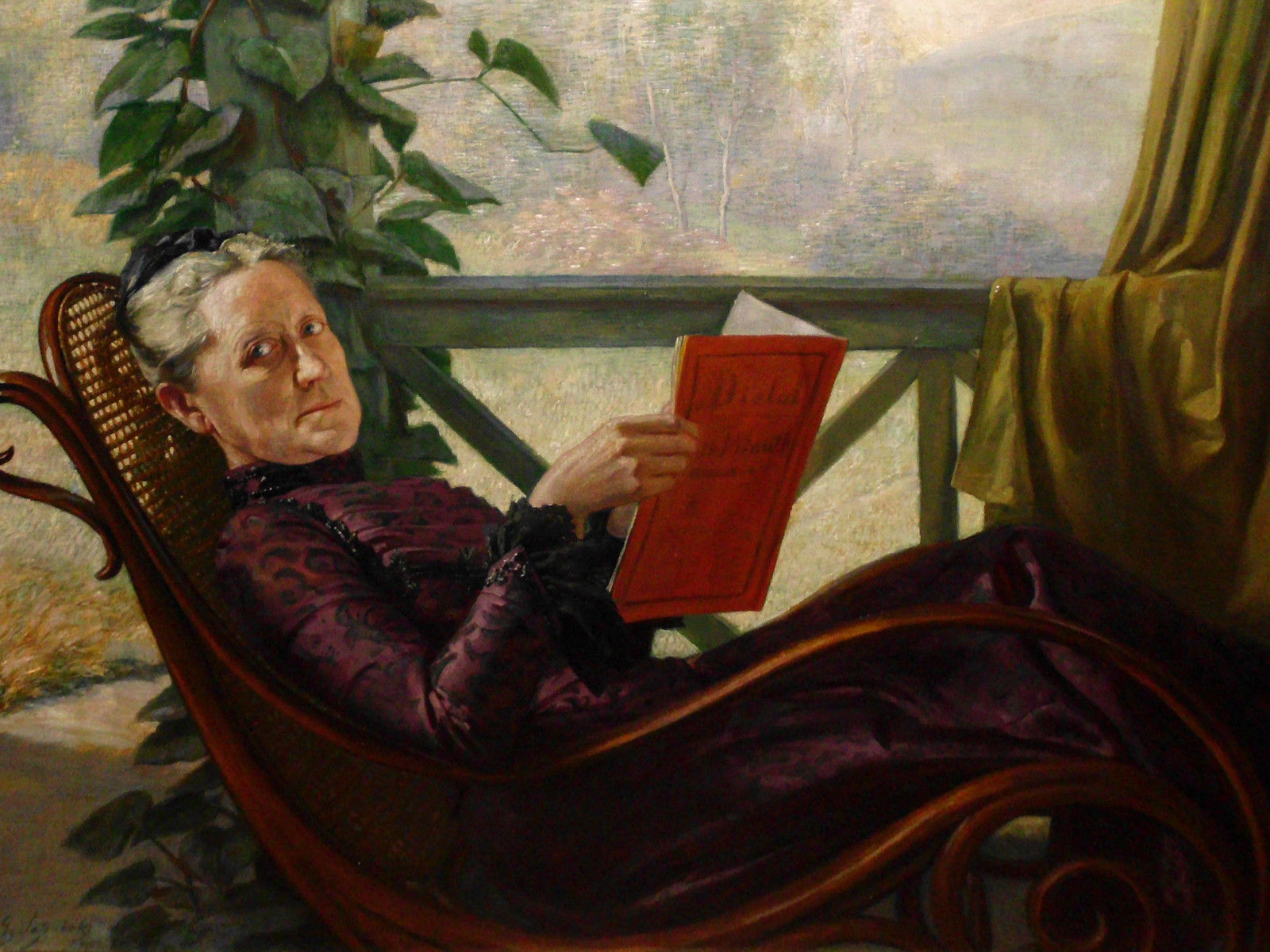
Frauenporträt

Georg Sassnick (* 25. Februar 1858 in Berlin; † 26. Januar 1922 in Potsdam) war ein deutscher Landschafts- und Porträtmaler.
Georg Sassnick studierte an der Berliner Kunstakademie Bildhauerei bei Alexander Calandrelli und Rudolf Schweinitz sowie Malerei bei Max Michael. 
Er unternahm mehrmals Studienreisen in die Länder des Orients. 